# سحيل مقارمة (حضرموت)
سحيل مقارمه هي إحدى قرى الجمهورية اليمنية. تتبع جغرافيا لمحافظة حضرموت و إداريًا لمديرية شبام. يبلغ تعداد سكانها 1193 نسمة حسب الإحصاء الذي أجري عام 2004.